# Пазял
Пазя́л (рос. Пазял) — присілок в Можгинському районі Удмуртії, Росія.
До присілка було приєднано сусідній присілок Малий Пазял.
Урбаноніми:
- вулиці — Гагаріна, Зарічна, Молодіжна, Паркова, Суворова, Фалалеєва, Центральна

## Населення
Населення — 807 осіб (2010; 820 в 2002).
Національний склад станом на 2002 рік:
- удмурти — 96 %